# Chiesa di Sant'Ambrogio (Ponte Capriasca)
La chiesa di Sant'Ambrogio è un edificio religioso neoclassico costruito su una preesistente chiesa duecentesca a Ponte Capriasca.

## Storia
La prima menzione dell'edificio risale al 9 maggio 1356, quando fu consacrato. Il 14 febbraio 1455 diventò sede di una parrocchia. Il suo aspetto attuale, tuttavia, si deve alle modifiche operate da Carlo Brilli nel 1835: la nuova chiesa, che inglobava il campanile romanico della struttura precedente e la sua navata, fu impostata su una pianta a croce greca e dotata di coro. Dell'edificio preesistente restano: 
- una torre campanaria, che nonostante le modifiche apportate in tre riprese (nel 1717, nel 1818 e nel 1913) per tre piani conserva lo stile romanico ed è dotata di monofore e bifore originarie;
- l'affresco del 1550 con l'Ultima cena attribuita a Cesare da Sesto[3],[4] copia della celeberrima opera di Leonardo da Vinci;[2]
- altre opere pittoriche cinquecentesche, tra cui alcuni lacerti di affresco;[2] e
- un insieme di statue che rappresentano la Crocifissione.[2]